# بوجبور
بوجبور (بالأردية: بھوجپور) رمزها «BJ» (بالإنجليزية: Bhojpur)‏ ، هو تقسيم إداري لدولة الهند تتبع ولاية بيهار (بالإنجليزية: Bihar)‏ ، مركزها هو مدينة اراه (بالإنجليزية: Arrah)‏ عدد سكانها حسب تعداد سنة 2001 هو 2,720,155 ، مساحتها 2,473 كم² وكثافة السكان 1,136 لكل كم² .